# TALF
Il TALF Term Asset-Backed Securities Loan Facility è un programma creato dalla Federal Reserve statunitense (FED), annunciato il 25 novembre 2008.
Il programma sostiene il rilascio di titoli garantiti (ABS) da prestiti a studenti, prestiti per l'acquisto di auto, prestiti tramite carta di credito e altri prestiti garantiti dalla SBA Small Business Administration.
Per effetto del TALF, la Federal Reserve Bank di New York ha prestato circa 1 miliardo di dollari in prestiti a garanzia limitata (nonrecourse in inglese), richiedendo che le garanzie collaterali siano valutate con una tripla A. Poiché il denaro prestato dal TALF non proviene dal Tesoro degli USA, il programma non richiede l'approvazione del congresso
Le ragioni del TALF sono state indicate dalla FED nel fatto che l'emissione di ABS è diminuita rapidamente a settembre 2008 e si è fermata a ottobre. Contemporaneamente i differenziali di tasso di interesse su tranches di prestiti del tipo tripla A sono saliti a livelli superiori alla norma, riflettendo premi per il rischio inusuali. Da mercati degli ABS è derivata una quota rilevante di denaro destinato al credito al consumo e di prestiti alle piccole imprese garantite dalla SBA. Il deteriorarsi di tali mercati potrebbero limitare in modo significativo la disponibilità di credito alle famiglie e alle piccole imprese contribuendo ad un ulteriore peggioramento dell'attività economica americana. Il TALF serve a aumentare la disponibilità di credito e a favorire l'economia facilitando l'emissione di ABS a favore di consumatori e piccole imprese a un differenziale di interesse normale.